# ハビタット評価認証制度
ハビタット評価認証制度（はびたっとひょうかにんしょうせいど、英:  Japan Habitat Evaluation and Certification Program, JHEP ）は、日本生態系協会が2008年12月に創設した、生物多様性の保全や回復に資する取り組みを評価、認証する制度。

## 概要
アメリカ合衆国内務省により開発されたハビタット評価手続き（HEP）を応用して、日本で新たに構築された制度。「動物評価種のすみやすさ（HSI）」と「みどりの地域らしさ（VEI）」の観点から、生態系や生物多様性の相対的な価値を客観的、定量的に評価する。企業・団体・行政等による生物多様性の保全や回復に資する取り組みを評価し、12段階にランク付けすることで、生物多様性の保全に貢献する事業を普及させることを目的としている。

## 認証された取り組み（認証年順）
再認証されたものもある。
- 一般国道140号皆野秩父バイパス道路法面工事における環境対策（秩父土建）
- 清滝山林（京都府）における森林管理（三井物産・三井物産フォレスト）
- 小学館アカデミー 柏しこだの森保育園建設事業（小学館集英社プロダクション）
- 小学館アカデミー にしおぎ南保育園建設事業（小学館集英社プロダクション）
- 小学館アカデミー むさししんじょう第2保育園建設事業（小学館集英社プロダクション）
- ヒューリックレジデンス調布柴崎建設事業（ヒューリック）
- ヒューリックレジデンス新宿戸山・チャームスイート新宿戸山建設事業（ヒューリック）
- 二子玉川ライズ（二子玉川東第二地区第一種市街地再開発事業）（二子玉川東第二地区市街地再開発組合）
- チャームスイート石神井建設事業（ヒューリック）
- ヒューリック世田谷建設事業（ヒューリック）
- 虎ノ門ヒルズ（東京都・森ビル）
- 新ダイビル建設事業（ダイビル）
- 島津製作所E1号館Ⅱ期建設工事（島津の森）（島津製作所）
- ウエリス豊中桃山台 こもれびテラス（NTT都市開発・長谷工コーポレーション）
- BRANCH神戸学園都市（大和リース）
- オートモーティブ＆インダストリアルシステムズ社松本工場（パナソニック）
- 大山ダムホタルビオトープ（水資源機構・熊谷組）
- 小山事業所1号館エリア生物多様性プロジェクト［日立ハイテクサイエンスの森］（日立ハイテクノロジーズ）
- ガーデンシティ品川御殿山（御殿山プロジェクト）（積水ハウス・積水ハウス・SI レジデンシャル・積水ハウス・リート・品川区）
- 新東名高速道路［千両地区］（中日本高速道路）
- 新東名高速道路［上長山地区］（中日本高速道路）
- 新東名高速道路［炭焼地区］（中日本高速道路）
- 新東名高速道路［徳定地区］（中日本高速道路）
- 新東名高速道路［栗衣地区］（中日本高速道路）
- 新東名高速道路［紺東・柿本地区］（中日本高速道路）
- ダイヘン本社ビル（ダイヘン）
- プラウドシティ武蔵野三鷹（武蔵野・中町3丁目計画）（野村不動産）
- おおはし里の杜（首都高速道路）
- グランダ大森山王（ヒューリック）
- ヒューリックコート雪が谷（ヒューリック）
- ヒューリックレジデンス千里山（ヒューリック）
- ヒューリックレジデンス津田沼・ヒューリックガーデン津田沼（ヒューリック）
- アリスタージュ経堂（ヒューリック）
- 慶應義塾大学 日吉学生寮（西松建設）
- 大崎フォレストビルディング（東洋製罐）
- くぬぎの森（花木園第9,11～15）里地里山プロジェクト（石坂産業）
- アークヒルズ仙石山森タワー（アークヒルズ 仙石山森タワー管理組合・森ビル）
- 武蔵野銀行事務センター新別棟（武蔵野銀行）
- oak omotesando屋上庭園（大林新星和不動産）
- ヒューリックレジデンス長岡京（ヒューリック）
- ヒューリックレジデンス西大井（ヒューリック）
- グランダ学芸大学（ヒューリック）
- アリア代々木上原（ヒューリック）
- ホスピタルメント武蔵野（ヒューリック）
- 前田建設工業株式会社 ICIラボ（前田建設工業）